# Картоев, Руслан Ахметович
Русла́н Ахме́тович Карто́ев (14 августа 1988) — российский и молдавский футболист, полузащитник.

## Карьера
Воспитанник грозненского «Терека». В 2008 году выступал в МРО Юг ЛФЛ в составе клуба «Ангушт-2». В июне 2010 года прибыл на просмотр в «Дачию» из Кишинёва, за которую дебютировал в 16 июня в товарищеском матче против «Олимпии» из города Бэлць, в котором забил 2 гола в ворота Сергея Пащенко. Вскоре Картоев подписал контракт с «Дачией», однако вскоре вместе с Имраном Шамхановым был отдан в аренду в «Гагаузию», за которую провёл 10 матчей, в которых забил 2 мяча. После окончания аренды вернулся в «Дачию».
В 2013 году выступал за ИнгГУ (Назрань).

## Личная жизнь
По национальности — ингуш.